# サブウェイ・パニック
『サブウェイ・パニック』（The Taking of Pelham One Two Three）は、米国の作家ジョン・ゴーディが1973年に発表した犯罪スリラー小説。日本では村上博基の翻訳で早川書房から出版された。
ニューヨークの地下鉄を武装グループがハイジャックし乗客を人質に身代金を要求するというストーリーで、密閉された地下のトンネルから犯人がいかに脱出するかという点にアイディアが凝らされている。

## 映画化

### 1974年版
1974年にウォルター・マッソー（ニューヨーク市都市交通局警察本部長）とロバート・ショウ（犯人グループリーダー）の主演で映画化。
映画は実際にニューヨーク市地下鉄でロケ撮影されたが、模倣犯の出現をおそれた交通局は当初撮影を許可しなかったため、ハイジャック対策の保険がかけられた。
日本での公開は1975年。パニック映画ブームの中で地味な作品ではあったが、ハードボイルドアクションの佳作として評価されている。犯人達がお互いを色のニックネームで呼び合う設定は、クエンティン・タランティーノ監督の『レザボア・ドッグス』に影響を与えた。
後にテレビ洋画劇場でも放映され、この際の日本語吹替音声が日本版DVDに収録された。
| 役名             | 俳優                     | 日本語吹替                                                                                         |
| ---------------- | ------------------------ | -------------------------------------------------------------------------------------------------- |
| ガーバー         | ウォルター・マッソー     | 富田耕生                                                                                           |
| ブルー           | ロバート・ショウ         | 中村正                                                                                             |
| グリーン         | マーティン・バルサム     | 緑川稔                                                                                             |
| グレイ           | ヘクター・エリゾンド     | 若本紀昭                                                                                           |
| ブラウン         | アール・ハインドマン     | 幹本雄之                                                                                           |
| リコ             | ジェリー・スティラー     | 玄田哲章                                                                                           |
| フランク         | ディック・オニール       | 兼本新吾                                                                                           |
| ダニエルズ警視正 | ジュリアス・W・ハリス    | 杉田俊也                                                                                           |
| ニューヨーク市長 | リー・ウォレス           | 阪脩                                                                                               |
| ウォレン         | トニー・ロバーツ         | 小川真司                                                                                           |
| デニー・ドイル   | ジェームズ・ブロデリック | |
| ハリー           | ケネス・マクミラン       | |
| ジェームズ       | ネイサン・ジョージ       | 笹岡繁蔵                                                                                           |
| 市警本部長       | ルディ・ボンド           | |
| 役不明又はその他 |                          | 亀井三郎 山田礼子 小林由利 松岡文雄 小野丈夫 柳沢紀男 菊地紘子 宮村義人 鈴木れい子 土方博一 池田真 |
|                  |                          | |
| 演出             |                          | 小林守夫                                                                                           |
| 翻訳             |                          | 木原たけし                                                                                         |
| 調整             |                          | 前田仁信                                                                                           |
| 効果             |                          | 遠藤堯雄 桜井俊哉                                                                                  |
| 制作             |                          | 東北新社                                                                                           |
| 初回放送         |                          | 1980年5月12日 『月曜ロードショー』 21:02〜22:55                                                    |

- 吹替は再放送時の物がDVD(正味96分)に、初回放送時の物がBlu-rayに収録(正味98分)されている。

### 1998年版
『サブウェイ・パニック 1：23PM』（The Taking of Pelham One Two Three)。1998年にエドワード・ジェームズ・オルモスとヴィンセント・ドノフリオの主演によりテレビ映画としてリメイクされた。時代の変化にあわせて若干の手直しはされているが基本的なストーリーは同じである。但し撮影はトロントの地下鉄で行われたため、実際のニューヨークとの違いがさまざまに指摘されている。

### 2009年版
2009年に監督トニー・スコット、デンゼル・ワシントン、ジョン・トラヴォルタ出演で再度リメイクされた。